# Luke Westerlund
Luke Westerlund (ur. 15 grudnia 1977 r.) – amerykański narciarz, specjalista narciarstwa dowolnego. Nie startował na mistrzostwach świata ani na igrzyskach olimpijskich. Najlepsze wyniki w Pucharze Świata osiągnął w sezonie 1999/2000, kiedy to zajął 22. miejsce w klasyfikacji generalnej.
W 2006 r. zakończył karierę.

## Sukcesy

### Puchar Świata

#### Miejsca w klasyfikacji generalnej
- 1999/2000 – 22.
- 2000/2001 – 79.
- 2001/2002 – 30.
- 2002/2003 – -
- 2003/2004 – 31.
- 2004/2005 – 39.
- 2005/2006 – 115.

#### Miejsca na podium
1. Voss – 1 marca 2003 (Jazda po muldach) – 2. miejsce
2. Mont Tremblant – 10 stycznia 2004 (Jazda po muldach) – 2. miejsce
3. Lake Placid – 17 stycznia 2004 (Jazda po muldach) – 2. miejsce
4. Mont Tremblant – 8 stycznia 2005 (Jazda po muldach) – 3. miejsce

- W sumie 3 drugie i 1 trzecie miejsce.